# Leucopholis pinguis
Leucopholis pinguis är en skalbaggsart som beskrevs av Hermann Burmeister 1855. Leucopholis pinguis ingår i släktet Leucopholis och familjen Melolonthidae. Inga underarter finns listade i Catalogue of Life.